# Erich Bruschke
Erich Bruschke (* 31. Dezember 1893 in Magdeburg-Buckau; † 25. November 1961 in Hildesheim) war ein deutscher Politiker (SPD).

## Leben
Nach dem Besuch der Volksschule begann Bruschke eine Lehre als Schlosser. Bruschke war Kriegsteilnehmer, der aufgrund von Kriegsverwundungen am Ende des Ersten Weltkriegs schwerkriegsbeschädigt war.
Bruschke war schriftstellerisch für SPD-Zeitungen tätig. Im Jahr 1922 wurde er Redakteur des Hildesheimer Volksblattes bis zur „Machtergreifung“ im Jahr 1933. Aus politischen Gründen wurde er aus dieser Anstellung entfernt; am 4. April des Jahres wurde er zudem auf einer Versammlung des Reichsbanners Schwarz-Rot-Gold im Hildesheimer Gewerkschaftshaus verhaftet und im Verlauf des Verhörs schwer misshandelt worden – die SA Goslar war an Informationen über den Verbleib eines flüchtigen Kollegen der Harzer Volkszeitung interessiert. Bruschke war politisch in der Widerstandsbewegung aktiv und nahm eine Tätigkeit als Autoschweißer an. Im Jahr 1937 wurde er für acht Monate inhaftiert.
Nach dem Ende des Zweiten Weltkrieges im Jahr 1945 saß er im Vorbereitenden Ausschuss der Gewerkschaften. Er wurde Ratsherr in Hildesheim und wurde von der Stadtverwaltung für den Posten des politischen Oberbürgermeister vorgeschlagen. Bruschke war Mitglied des ernannten Hannoverschen Landtages zwischen dem 23. August 1946 bis 29. Oktober 1946.